# Финк, Лоренс
Лоренс Дуглас Финк (англ. Laurence Douglas Fink; род. 2 ноября 1952, Ван-Найс, Калифорния) — американский финансист.
Он является председателем и главным исполнительным директором компании BlackRock, американской транснациональной корпорации по управлению инвестициями. BlackRock — крупнейшая в мире компания по управлению денежными средствами, в управлении которой находятся активы на сумму около $10 трлн долларов (на 16 января 2022 года). В апреле 2018 года чистая стоимость активов Финка составляла 1 миллиард долларов.

## Ранние годы и образование
Финк вырос в еврейской семье в Ван-Найсе, штат Калифорния, где его мать была профессором английского языка, а его отец владел обувным магазином. Он получил степень бакалавра в области политологии в Калифорнийском университете в 1974 году. Финк также является членом Kappa Beta Phi. Затем он получил степень MBA в сфере недвижимости Высшей школы менеджмента Андерсона в Калифорнийском университете в 1976 году.

## Карьера

### С 1976 по 2000
Финк начал свою карьеру в 1976 году в First Boston, нью-йоркском инвестиционном банке. Финк стоял у истоков создания первого отдела облигаций в данном банке. Так же Финк сыграл важную роль в создании и развитии рынка ипотечных ценных бумаг в Соединенных Штатах. Кроме того в First Boston Финк был членом Комитета по управлению, Управляющим директором и соруководителем Отдела по налогообложению с фиксированным доходом. Он также основал отдел финансовых фьючерсов и опционов и возглавил группу ипотечных продуктов и продуктов недвижимости.
Благодаря деятельности Финка прибыль First Boston возросла на $ 1 млрд. Его работа в банке была успешной до 1986 года, пока его департамент не потерял 100 миллионов долларов из-за его неверного прогноза по процентным ставкам. Этот опыт повлиял на его решение основать компанию, которая будет инвестировать деньги клиентов, а также внедрить комплексное управление рисками.
В 1988 году под эгидой корпорации Blackstone Group Финк стал соучредителем BlackRock, став её директором и главным исполнительным директором. Когда в 1994 году BlackRock отделилась от Blackstone, Финк сохранил свои позиции, которые он продолжал занимать после того, как BlackRock стал более независимым в 1998 году. Его другие должности в компании включали Председателя правления, Председателя Исполнительного и руководящего комитетов, Председателя корпоративного совета и Сопредседателя глобального клиентского комитета. BlackRock провела IPO в 1999 году.

### 2000 годы
В 2003 году Финк помог договориться об отставке главного исполнительного директора Нью-Йоркской фондовой биржи Ричарда Грассо, которого широко критиковали за его зарплату в размере 190 миллионов долларов. В 2006 году Финк возглавил слияние с Merrill Lynch Investment Managers, которое удвоило портфель активов BlackRock. В том же году BlackRock приобрела Стайвесант-таун — Питер-Купер-Виллидж, жилого комплекса на Манхэттене, стоимостью 5,4 миллиардов долларов, что стало крупнейшей сделкой в сфере жилой недвижимости в истории США. Когда проект закончился из-за дефолта, клиенты BlackRock потеряли свои деньги, включая Калифорнийскую систему пенсионного обеспечения, которая потеряла около 500 миллионов долларов. Правительство США заключило контракт с BlackRock о наведении порядка после Финансового кризиса 2008 года. Хотя широко распространено мнение, что BlackRock была лучшим выбором для этой работы, давние отношения Финка с высокопоставленными правительственными чиновниками привели к вопросам о потенциальном конфликте интересов в отношении государственных контрактов, заключаемых без проведения конкурсных торгов.
В декабре 2009 года BlackRock приобрела Barclays Global Investors, после чего компания стала крупнейшей в мире компанией по управлению капиталом. Несмотря на его большое влияние, Финк не широко известен публично, кроме его регулярных появлений на CNBC. BlackRock выплатила Финку 23,6 миллиона долларов в 2010 году. К 2016 году под управлением BlackRock было 5 триллионов долларов, а в 27 странах работало 12 000 человек.
В 2016 году Fink получил награду ABANA Achievement Award в Нью-Йорке. Награда ABANA Achievement Award присуждается человеку, который является примером выдающегося лидерства в банковской и финансовой сферах и привержен положительному профессиональному сотрудничеству между США, Ближним Востоком и Северной Африкой.
В 2018 году Финк занял 28 место в Списке самых влиятельных людей мира по версии журнала Forbes.

## Общественная деятельность

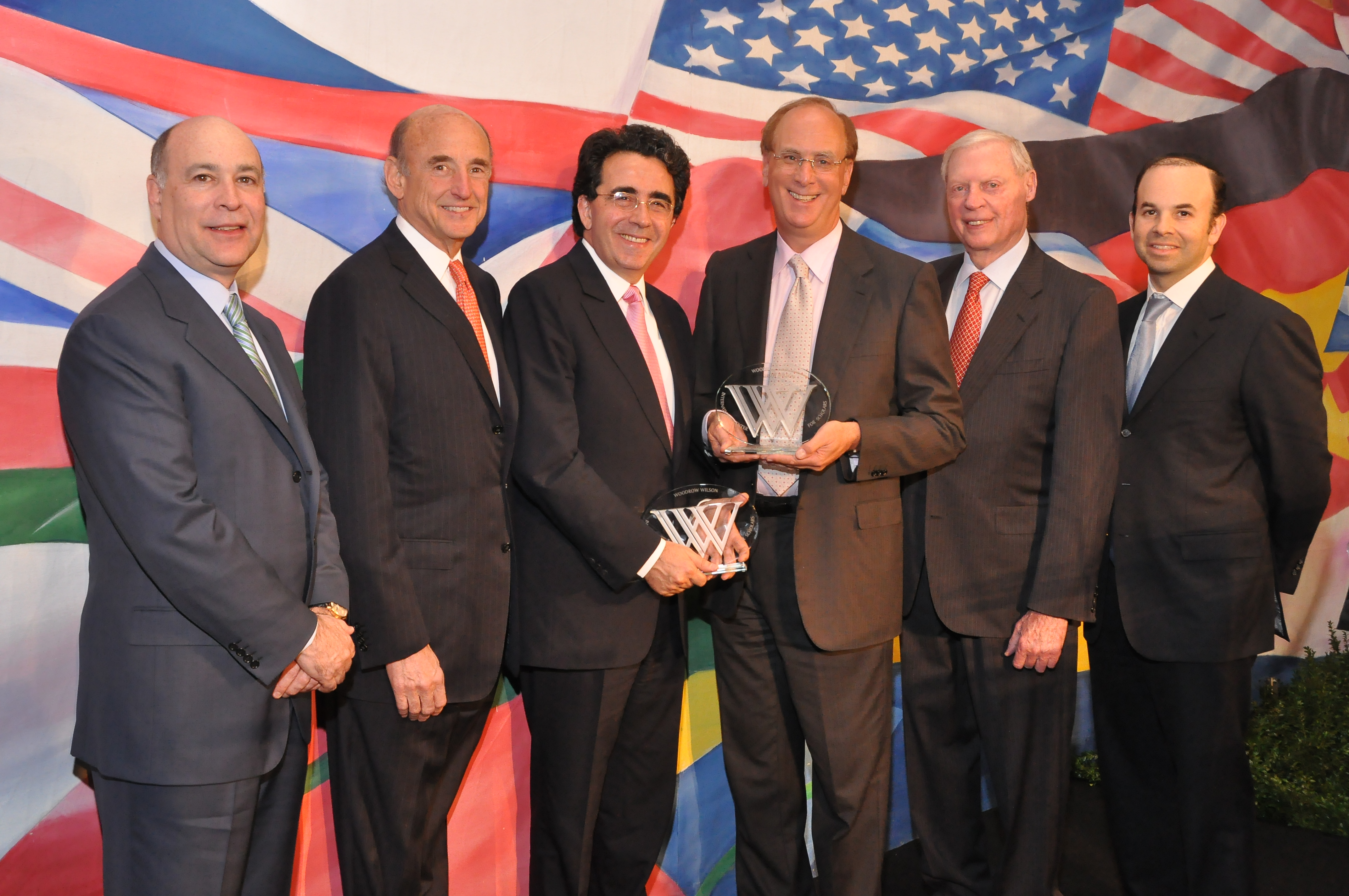
Финк, третий справа, получил премию Вудро Вильсона в апреле 2010 года

Финк входит в попечительский совет Нью-Йоркского университета, где он занимает различные посты, включая председателя Комитета по финансовым вопросам. Он также является сопредседателем совета попечителей Медицинского центра Лангоне Нью-Йоркского университета и является попечителем Клуба мальчиков и девочек в Нью-Йорке. Финк также входит в правление Фонда Робин Гуда. Финк основал Центр финансов и инвестиций Лори и Лоренса Финка в UCLA Anderson в 2009 году и в настоящее время является председателем совета директоров.
В декабре 2016 года Финк присоединился к бизнес-форуму, организованному тогдашним избранным президентом Дональдом Трампом, для предоставления стратегических и политических рекомендаций по экономическим вопросам.
В 2018 году в своём ежегодном открытом письме к руководителям он призвал корпорации играть активную роль в улучшении состояния окружающей среды, улучшении жизни своих сообществ и расширении разнообразия их рабочей силы. Это было воспринято как свидетельство того, что Blackrock, один из крупнейших государственных инвесторов, предпринял шаги по активному обеспечению выполнения этих целей. В своём открытом письме 2019 года Финк сказал, что компании и их руководители должны занять лидирующие позиции для решения социальных и политических проблем, когда правительство не в состоянии решить эти проблемы.
После исчезновения Джамала Хашогги, в октябре 2018 года Финк отменил планы участия в инвестиционной конференции в Саудовской Аравии.

## Личная жизнь
Финк женат на Лори с середины 1970-х годов. Пара владеет домами на Манхэттене, Северный Салем, и в Вейле, штат Колорадо. У пары трое детей. Джошуа, их старший сын был генеральным директором Enso Capital, ныне несуществующего хедж-фонда, в котором Финк имел долю. Финк — пожизненный сторонник Демократической партии.